# Francisco de Ávila
Francisco de Ávila (né en Espagne vers 1548 et mort à Rome le 20 janvier 1606), est un cardinal espagnol de la fin du XVIe siècle et du début du XVIIe siècle.

## Repères biographiques
Francisco de Ávila étudie à l'université de Salamanque. Il est chanoine, archidiacre et inquisiteur à Tolède. Il est commissaire général de la croisade et conseiller du conseil suprême de l'inquisition espagnole
Le pape Clément VIII le crée cardinal lors du consistoire du 5 juin 1596. Le cardinal de Ávila est protecteur de l'Espagne auprès de la Sainte-Église. Il participe aux deux conclaves de 1605 (élection de Léon XI et de Paul V).